# Felix Blumenfeld
Felix (of: Feliks) Michajlovitsj Blumenfeld (Russisch: Феликс Михайлович Блуменфельд, (Jelisavetgrad (sinds 2016 hernoemd tot  Kropyvnytsky) 19 april 1863 - Sint-Petersburg 21 januari 1931) was een Russisch pianist, componist, muziekpedagoog en dirigent. Hij is waarschijnlijk het best bekend als pianoleraar van Vladimir Horowitz en Simon Barere, maar hij neemt ook een belangrijke plaats in de Russische muziekgeschiedenis in als pianist, dirigent, redacteur, muziekpedagoog en componist.
Blumenfeld schreef meer dan vijftig composities waaronder tal van werken voor piano, een symfonie in C-mineur ter nagedachtenis aan dierbare overledenen, een strijkkwartet in F-majeur, een stuk voor piano en orkest getiteld Allegro de concert in A-majeur, op. 7 (1889) en een vijftigtal liederen. Geen enkel werk van hem heeft de tand des tijds doorstaan.
Zijn stijl is een mengeling van het puur Russische van Glinka, (Anton) Rubinstein en Balakirev met Liszt.

## Biografie
Hij was een zoon van Michail Frantsevich Blumenfeld, van Oostenrijkse-Joodse afkomst, en de Poolse Maria Szymanowska (een tante van Karol Szymanowski), niet te verwarren met de Poolse pianiste Marie Szymanowska (1789-1831). Hij studeerde van 1881 tot 1885 aan het conservatorium van Sint-Petersburg waar hij compositielessen kreeg van Rimsky-Korsakov en pianoles van Fedor Stein.
In 1885 werd hij leraar in Sint-Petersburg en in 1897 professor. Van 1919 tot 1922 verbleef hij in de toen net opgerichte Oekraïense SSR en werd hij professor en directeur van het conservatorium te Kiev. Van 1922 tot en met 1931 was hij professor aan het conservatorium van Moskou.
Van 1898 tot 1912 dirigeerde hij de opera van Sint-Petersburg. Hij voerde de Russische première uit van Wagners Tristan und Isolde. In 1908 werkte hij mee aan de uitvoering van de opera Boris Godoenov van Modest Moessorgski in Parijs.